# 清野幹
清野幹（せいの もとき、1979年2月22日 - ）は、日本のラジオパーソナリティ、リポーター、ナレーター、ローカルタレント。
新潟県阿賀野市（旧水原町）出身。YAN'S FACTORYに2014年（平成26年）3月まで在籍。その以前は新潟のお笑い集団NAMARAに2002年（平成14年）12月まで在籍していて、丸山誠也とピッコロタンバリンというコンビを結成していた。
その後はヤンの事務所であるYAN'S FACTORYに2014年（平成26年）3月まで在籍し最後はヤンと大げんかはしないで、スッキリしない辞め方はせず、2014年（平成26年）4月よりMOTO'S FACTORY（仮）を立ち上げた。

## 人物
- 前・所属事務所の代表でもあるヤン（伊藤浩寿）同様、お笑い集団NAMARAとはYAN'S FACTORYとして業務提携していて、芸人プロフィールにてヤンとともにHPで紹介されている。
- 提携先である、お笑い集団NAMARAのHPや本人談によると、歌って踊れる軽快なオデブキャラ、阿賀野川ライン船下りの船頭経験もある。一応、ヤンが担当する『NEXCO東日本presents ヤンの気ままにドライブ』（FM新潟）の初回放送（2006年10月5日放送）でも紹介されている。また、エフエムラジオ新潟での紹介文では、今までで一番庶民的なパーソナリティーだと自負している。
- リスナーとしてエフエムラジオ新潟の番組にメッセージを送る際のラジオネームは「カットTHEホルモン」である。
- B'zの物まね餅すすりを得意とする。
- 趣味は日帰り温泉と足湯である。
- また、カラオケが得意でレパートリーは4万曲と自負する。
- 2016年にRIZAPのトレーニングを行い、20キロの減量に成功した。

## 出演

### テレビ
- 八千代コースター（NST）毎週土曜日10:25 - 11:15

### ラジオ
- Gottcha!!（エフエムラジオ新潟）毎週火曜日のみ〔通称：Mottcha!!〕9:00 - 10:50 生放送
  - 所属事務所の代表でもあるヤンの他の業務の穴埋めとして出演し、水曜日放送のコーナー「DNA活性化計画」では、「モルモトキ」として担当している。
  - 月曜日放送のコーナー「園児対抗歌合戦」では、「リポーター」として担当していたが、水曜日放送のコーナー「DNA活性化計画」でダイエットに成功したチャレンジャービビにコーナーリポーターを奪われた。
- Yeah×3（エフエムラジオ新潟）毎週金曜日15:00 - 15:55（2017年4月7日 - ）

### CM
- 新潟県労働金庫
- らーめん・餃子専門店 満里

他、テレビ・ラジオCMのナレーターや単発番組のリポーターを行っている。

## 過去の出演

### テレビ
- ヤンごとなき!（UX）毎週金曜日25:25 - 25:45
  - レギュラーではないが、助っ人として度々出演している。

### ラジオ
- 新潟の若者達の番組（エフエムラジオ新潟）毎週日曜日25:00 - 25:30
- 悪戦苦闘R（エフエムラジオ新潟）毎週日曜日18:30 - 18：50　不定期出演
- うんめねっかNIIGATA 5th Season（エフエムラジオ新潟）毎週水曜日11:30 - 11:55
- うんめねっかNIIGATA 4th Season（エフエムラジオ新潟）毎週水曜日11:30 - 11:55　　
  - モトキが新潟の美味しいモンを探しに、県内各地を飛び回る25分！
- うんめねっかNIIGATA 3rd Season（エフエムラジオ新潟）毎週水曜日11:30 - 11:55　　
  - 若きファーマーたちの熱い思いや活動などを紹介していくアグリカルチャー番組（2011年11月終了）
- うんめねっかNIIGATA 2nd Season（エフエムラジオ新潟）毎週水曜日11:30 - 11:55　　
  - 新潟の旬を探して、県内各地を飛び回る25分！若きファーマー達の熱い想いに触れる番組（2010年10月終了）
- うんめねっかNIIGATA（エフエムラジオ新潟）毎週水曜日11:30 - 11:55　　
  - 新潟の美味しい野菜を探しに、県内各地を飛び回る25分！（2009年11月終了）
- CHAT 'n' ROLL（RADIO CHAT）毎週水曜日17:00 - 19:00
  - こちらでは、DJ MOTOとして出演していた（2008年9月24日まで）。道路交通情報コーナーでの奥村菓子店主との掛け合いは魅力満点であった。
- CHAT JUNGLE 5900（RADIO CHAT）
- GIGA★ROCK（エフエムラジオ新潟）毎週木曜日20:00 - 20:55
  - 前パーソナリティだったハカセから引き継ぐ形で、2008年8月より担当。
- BEAT OF LOTS SATURDAY（エフエムラジオ新潟）毎週土曜日25:00 - 26:00
- 我ら、青春貴族!（エフエムラジオ新潟）毎週土曜日19:30 - 19:55（2012年7月21日 - 2016年3月26日）
- Smile Crew（エフエムラジオ新潟）毎週金曜日15:00 - 15:55（2010年2月5日 - 2017年3月31日）
- 胸キュンは突然に!!（エフエムラジオ新潟）毎週木曜日12:00 - 12:55（2016年10月6日 - 2018年3月29日）
- 我ら、青春貴族!Part2（エフエムラジオ新潟）毎週土曜日19:00 - 19:25（2017年4月1日 - 2018年3月31日）
- Gottcha!!(夜)（エフエムラジオ新潟）
- VIP Group presents とんでこはりん（2022年1月 - 2022年3月28日、エフエムラジオ新潟、久住小春と共演）